# Akkon-Hochschule für Humanwissenschaften
Die Akkon Hochschule für Humanwissenschaften ist eine im Jahr 2009 gegründete private, staatlich anerkannte Fachhochschule mit Sitz in Berlin. Sie bietet Bachelor- und Master-Studiengänge aus den Fachbereichen Pflege und Medizin, Humanitäre Hilfe und Bevölkerungsschutz sowie Pädagogik und Soziales an. Träger ist die Akkon-Hochschule gemeinnützige GmbH, die von der Johanniter-Unfall-Hilfe gegründet wurde. Es kann sowohl in Vollzeit als auch ausbildungs- oder berufsbegleitend studiert werden. Die Studiengänge der Erweiterten klinischen Pflege werden in Zusammenarbeit mit der Charité angeboten. „Akkon“ ist der Funkrufname der Johanniter und erinnert an die gleichnamige Hafenstadt Akkon, die im Jahr 1291 als letzte Festung der Johanniter im Heiligen Land fiel.

## Studiengänge
Die Akkon-Hochschule bietet Bachelor- und Masterstudiengänge, die zum Teil mit dem Bachelor of Arts/Master of Arts oder dem Bachelor of Science/Master of Science abgeschlossen werden.

### Studienbereich Humanitäre Hilfe und Bevölkerungsschutz
- Internationale Not- und Katastrophenhilfe B.A.[6]
- Management in der Gefahrenabwehr B.Sc.[7]
- Global Health M.A.[8]
- Krisen-, Konflikt- und Katastrophenkommunikation M.A.[9]
- Führung in der Gefahrenabwehr und im Krisenmanagement M.Sc.[10]

### Studienbereich Pflege und Medizin
- Advanced Nursing Practice (ANP) M.Sc.[11]
- Erweiterte Klinische Pflege B.Sc. Chirurgische Pflege[12]
- Erweiterte Klinische Pflege B.Sc. Chronische Erkrankungen[13]
- Erweiterte Klinische Pflege B.Sc. Geriatrische und Gerontologische Pflege[14]
- Erweiterte Klinische Pflege B.Sc. Intensiv- und Anästhesiepflege[15]
- Erweiterte Klinische Pflege B.Sc. Notfallpflege[16]
- Erweiterte Klinische Pflege B.Sc. Pädiatrische Pflege[17]
- Erweiterte Klinische Pflege B.Sc. Psychosomatische und psychiatrische Pflege[18]
- Erweiterte Klinische Pflege B.Sc. Onkologische Pflege[19]
- Nursing Management B.A.[20]

### Studienbereich Pädagogik und Soziales
- Medizin- und Notfallpädagogik B.A.[21]
- Pädagogik im Gesundheitswesen B.A.[22]
- Soziale Arbeit B.A.[23]
- Soziale Arbeit B.A. (berufsbegleitendes Studium)[24]
- Gesundheits-, Pflege- und Medizinpädagogik M.A.[25]

## Kontroverse um Kenan Engin
2024 geriet die Hochschule in den Fokus einer öffentlichen Debatte, ausgelöst durch die fristlose Kündigung des Professors Kenan Engin. FAZ, taz  und weitere Medien berichten über Vorwürfe gegen die Hochschule, die Kündigung soll tatsächlich erfolgt sein, weil sich Engin gegen die Benachteiligung von Studierenden mit Migrationshintergrund eingesetzt und Missstände innerhalb der Hochschule kritisiert habe. Die Hochschulleitung erklärte, dass die Entlassung aufgrund wiederholter Verstöße gegen arbeitsvertragliche Pflichten ausgesprochen worden sei.
Eine Petition zur Unterstützung des Professors, die nur von Studierenden unterzeichnet werden konnte, erhielt in neun Monaten 60 Unterschriften (Stand: 8. Juni 2025). Ein offener Brief an die Hochschulleitung, der auch von Nicht-Hochschulangehörigen unterzeichnet werden konnte, wurde von über 1300 – mehrheitlich anonymen – Personen unterstützt. Engin hat die Hochschule mittlerweile wegen Rassismus, Mobbing, Diskriminierung, Rufschädigung und Verletzung der Persönlichkeitsrechte auf 80.000 Euro Schadensersatz verklagt.
Am 11. Juni 2025 verständigten sich die Akkon-Hochschule und Engin vor dem Arbeitsgericht Berlin auf einen Vergleich.